# اچ‌دی ۱۰۳۱۹۷
اچ‌دی ۱۰۳۱۹۷ یک ستاره است که در صورت فلکی قنطورس قرار دارد.